# آلیس کوچئا
آلیس کوچئا (رومانیایی: Alice Cocéa؛ ‏ ۲۸ ژوئیهٔ ۱۸۹۹ – ۲ ژوئیهٔ ۱۹۷۰) بازیگر و خواننده رومانیایی-فرانسوی بود.
از فیلم‌هایی که وی در آنها نقش داشته‌است می‌توان به دایره عشق اشاره کرد.